# Centaurea papposa
Centaurea papposa là một loài thực vật có hoa trong họ Cúc. Loài này được (Coss.) Greuter mô tả khoa học đầu tiên năm 2003.